# Kunštátská kaple

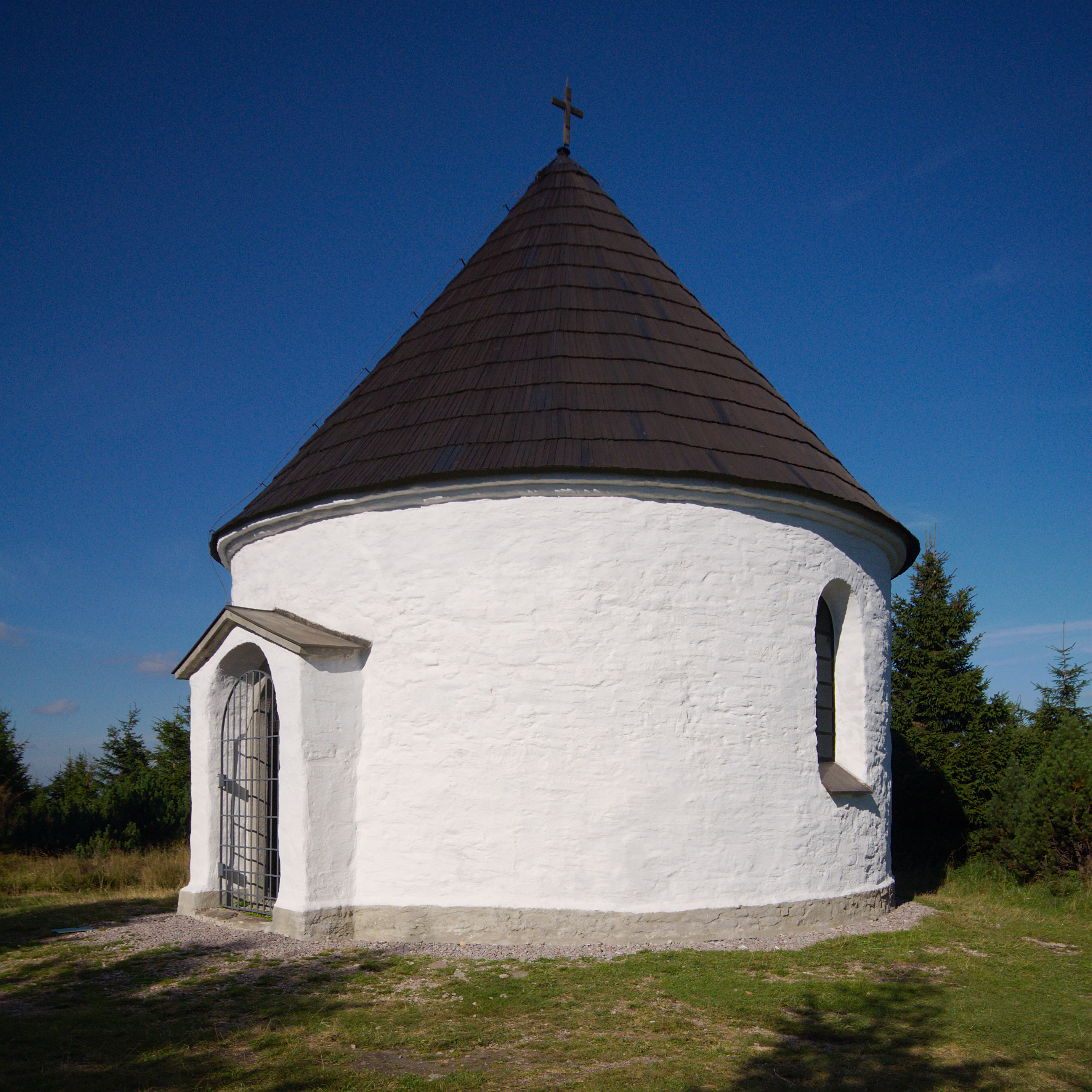
Kunštátská kaple

Die Kunštátská kaple (deutsch Kronstädter Kapelle) ist eine kleine Kapelle auf dem Kamm des Adlergebirges in Tschechien.

## Geographie
Die Kapelle befindet sich in 1035 m direkt am Kammweg am Rande des Hochmoores auf dem Kunštátský hřbet (Kronstädter Berg) zwischen dem Tetřevec (Johnskuppe) und dem Wegekreuz Pěticestí. Sie ist weiterhin durch Aufstieg über markierte Wanderwege von den Dörfern Zdobnice (Stiebnitz), Říčky v Orlických horách (Ritschka) und Kunštát (Kronstadt) über den Pěticestí erreichbar.

## Geschichte
Die kreisrunde Kapelle Mariä Heimsuchung entstand zwischen 1670 und 1671 in Holzbauweise und diente den auf dem Gebirgskamm arbeitenden Tiroler Forstleuten als Gebetshaus. 1831 wurde das gezimmerte Bauwerk abgetragen und durch eine steinerne Kapelle ersetzt, die bereits 1860 wieder ruinös war. 1869 entstand das heutige Bauwerk.
Nach dem Ende des Zweiten Weltkrieges und der Vertreibung der deutschen Bewohner der umliegenden Orte verwahrloste die Kapelle und wurde ausgeplündert. Nach 1960 wurde die letzte erhaltene Plastik einer Pieta in die Kirche des Guten Hirten in Velká Zdobnice verbracht.
Nach 2000 wurde das verfallene Bauwerk saniert und am 18. Juni 2005 durch den Königgrätzer Bischof Dominik Duka wieder geweiht.